# Hængekøje
En hængekøje er et stykke tekstil eller et net, der er formet, så man kan ligge i den uden at falde ud. Den kan enten hænges mellem to faste punkter, der f.eks. kan være to træer, eller være en del af et stativ, der følger med som en del af hængekøjen. I dag er de populære i hele verden til afslapning, de er også brugt som en let seng på campingture.